# Philip Fotheringham-Parker
 Philip Fotheringham-Parker  va ser un pilot de curses automobilístiques anglès que va arribar a disputar curses de Fórmula 1.
Philip Fotheringham-Parker va néixer el 22 de setembre del 1907 a Beckenham, Kent, Anglaterra. Va morir el 15 d'octubre del 1981 a Beckley, East Sussex.

## A la F1
Va debutar a la segona temporada de la història del campionat del món de la Fórmula 1, l'any 1951, disputant el 14 de juliol del 1951 el GP de Gran Bretanya, que era la cinquena prova de la temporada.
Philip Fotheringham-Parker va participar en aquesta única cursa puntuable pel campionat de la F1, no tornant a córrer a la F1.

## Resultats a la Fórmula 1
| Any  | Equip                  | Xassís   | Motor    | 1   | 2   | 3   | 4   | 5       | 6   | 7   | 8   | Posició | Punts |
| ---- | ---------------------- | -------- | -------- | --- | --- | --- | --- | ------- | --- | --- | --- | ------- | ----- |
| 1951 | P. Fotheringham-Parker | Maserati | Maserati | SUI | 500 | BEL | FRA | GBR Ret | ALE | ITA | ESP | -       | 0     |

### Resum
| Curses: | Victòries: | Pòdiums: | Poles: | Voltes ràpides: | Punts: |
| ------- | ---------- | -------- | ------ | --------------- | ------ |
| 1       | 0          | 0        | 0      | 0               | 0      |